# Pevnost Nisa

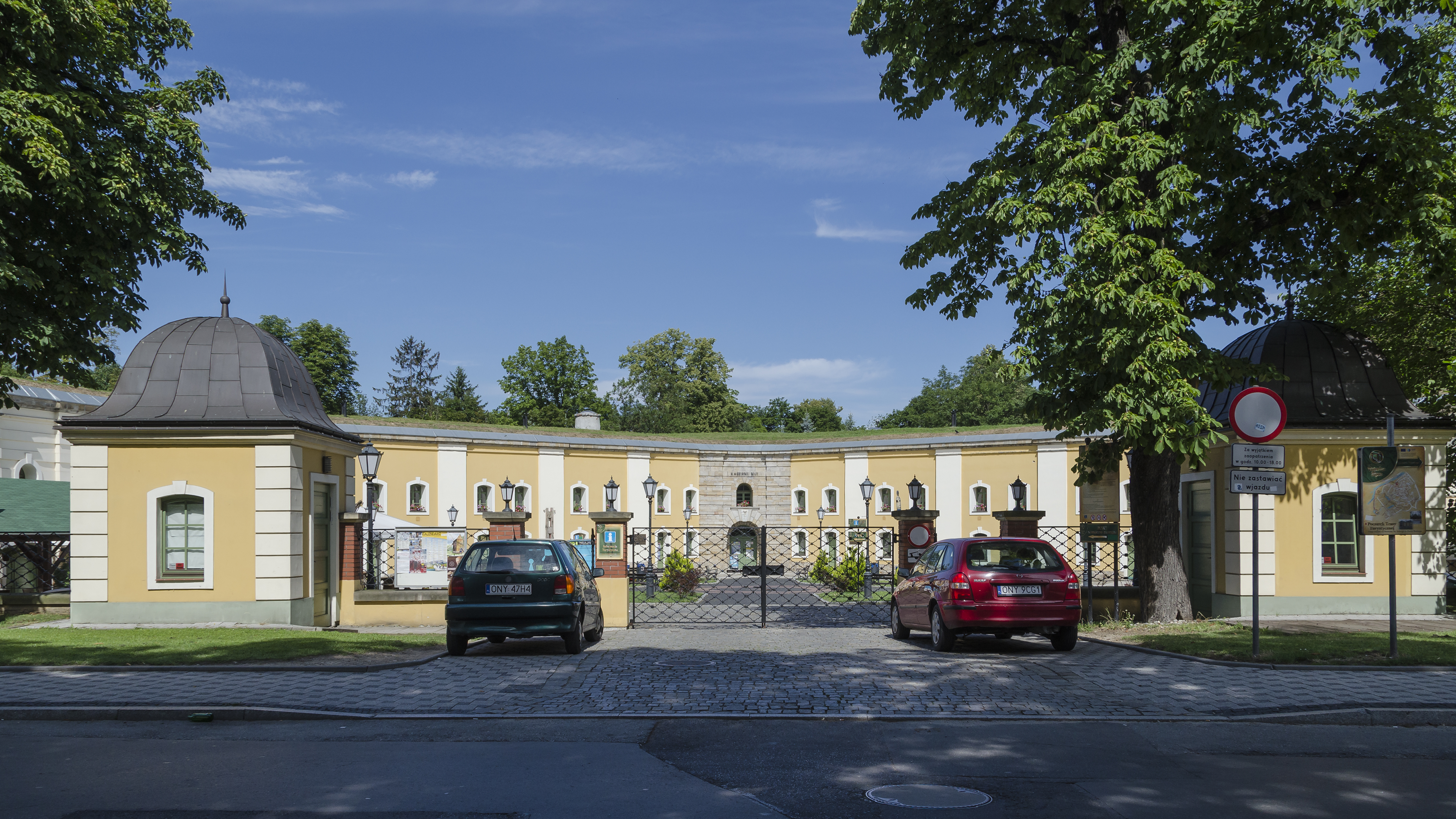
Bastion svaté Hedviky (Jadwigy)

Pevnost Nisa (polsky Twierdza Nysa, německy Festung Neisse) je jedním z nejlépe zachovaných fortifikačních systémů ve Slezsku (vedle pevností v Kladsku a pevnosti ve Stříbrné hoře). Nachází se v Nise v okrese Nisa. Rozsah pozůstatků opevnění se dá odhadnout na 50–60 % stavu dochovaného na začátku 20. stol. Většina objektů byla vybudována v 18. stol. a v 19. stol. následoval proces jejich modernizace. Objekty Pevnosti Nisa zaujímají plochu okolo 80 ha a obepínají území o ploše okolo 230 ha.

## Nejstarší obranné systémy
Nejstarší obranné systémy vznikly v Nise již ve středověku, kdy bylo město obehnáno hradbou s věžemi. V čase novověku poprvé – před koncem 16. stol. – v roce 1594, kdy se město nacházelo v hranicích České koruny (pod vládou Habsburků). Projektoval je Johannes Schneider von Lindau na žádost tehdejšího biskupa vratislavského, Ondřeje Jerina. V roce 1643 byly zesíleny a přebudovány podle staroholandské školy – s důrazem kladeným na soustavě křídlové obrany. Byly vybudovány nové objekty, zvětšen byl počet bastionů (na 10) a celé město bylo obehnáno valem s vodním příkopem. V opevnění nad kontreskarpou probíhala vnitřní chodba. Práce na modernizaci probíhaly až do začátku 18. stol.
Z tohoto období se dodnes zachoval bastion sv. Hedviky (Bastei der Hl. Hedwig) v Piastowské ulici, velkolepě přebudovaný a modernizovaný v pozdějších dobách.

## Fortifikace pruské a německé
Habsburské opevnění Nisy mělo dosti vad a v roce 1741 bylo během druhého obležení dobyto pruskou armádou (první skončilo neúspěchem). Podle mírové smlouvy se stala Nisa pruským městem, položeným v bezprostřední blízkosti hranic Habsburského státu. Vzhledem k její strategické poloze král Friedrich II. rozhodl učinit z města pevnost – strážní tábor, který měl hlídat novou slezskou provincii v úseku od Moravské brány až po Rychlebské hory.

### 18. století
Nizozemský inženýr Cornelius von Walrawe, pod dohledem samotného krále, přebudoval fortifikace ohrazující město – tzv. Dolní opevnění. Současně bylo vybudováno horní opevnění (Horní forty) na druhém břehu řeky – tak vznikl nový vojenský tábor pod názvem Friedrichsstadt (spravovaný dlouho jako samostatné město; dnešní městská část Radoszyn). Na obou březích řeky byly postaveny reduty – Kardinálská a Kapucínská.
Horní opevnění bylo rozšířeno o obě boční křídla, takže vznikla nová samostatná citadela – Fort Prusy (Fort Preussen) zároveň s pásmem opevnění, tzv. Vnitřním Jeruzalémským opevněním. Od Fortu Prusy vedl suchý příkop. Byl také vybudován druhý fort – Vodní fort (Wasserfestung). Tyto práce byly prováděny v letech 1742 – 1756. O jejich úspěšnosti svědčí fakt, že v roce 1758 se rakouskému vojsku navzdory těžkému bombardování nepodařilo pevnost dobýt.
V letech 1767–1791 bylo vybudováno Jeruzalémské vnější opevnění podle projektu architektů Lefvrea a von Castillona. Zmodernizován byl také Fort Prusy – rozestavěny byly mj. minové chodby a postaveny tři fleše. V další fázi bylo postaveno tzv. Vysoké opevnění. Použité rozvržení bylo velmi moderní (v případě potřeby existovala dokonce možnost zatopení okolí města), o několik desetiletí předbíhající svou dobu.

### 19. století

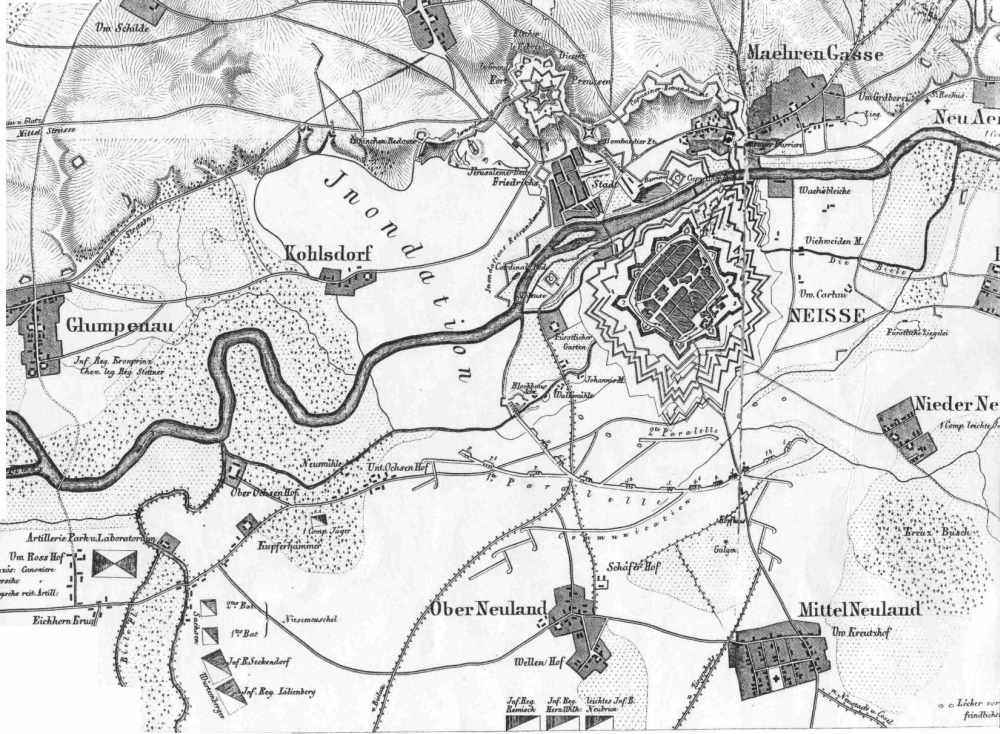
Plán Pevnosti Nisa a okolí v roce 1807

Na počátku 19. stol. byla Nisa jednou z nejlepších pevností v Evropě – přesvědčila se o tom napoleonská vojska v roce 1807, která Nisu obléhala přes 114 dní. V tu dobu trvalo intenzivní ostřelování těžkým dělostřelectvem (ve městě zůstalo nezasažených jen 5 domů) a tak teprve konec nadějí na vnější pomoc a také docházející munice a životní potřeby přinutily obránce ke kapitulaci. Byla podepsána 3. června 1807. Předání pevnosti obléhatelům se uskutečnilo 16. června 1807.
Po napoleonských válkách, v letech 1809–1812 byly odstraněny škody a v období 1839–1849 realizovány drobné přestavby.
V 2. pol. 19. stol. byly prováděny práce, které ji změnily v pevnost ve stylu novopruském (odlišujícím se od staropruského, v jakém se nacházela pevnost v 18. stol.).
V letech 1865–1888 byly vybudovány na předpolí nové forty (I–III, A–C) a také zmodernizováno Vysoké opevnění. Vznikl též nový nádražní soubor (Nádražní opevnění). Také byl přebudován Fort Prusy – získal podobu čtyřstranné lunety, obehnané zemními valy a uzavřené šíjovým valem.

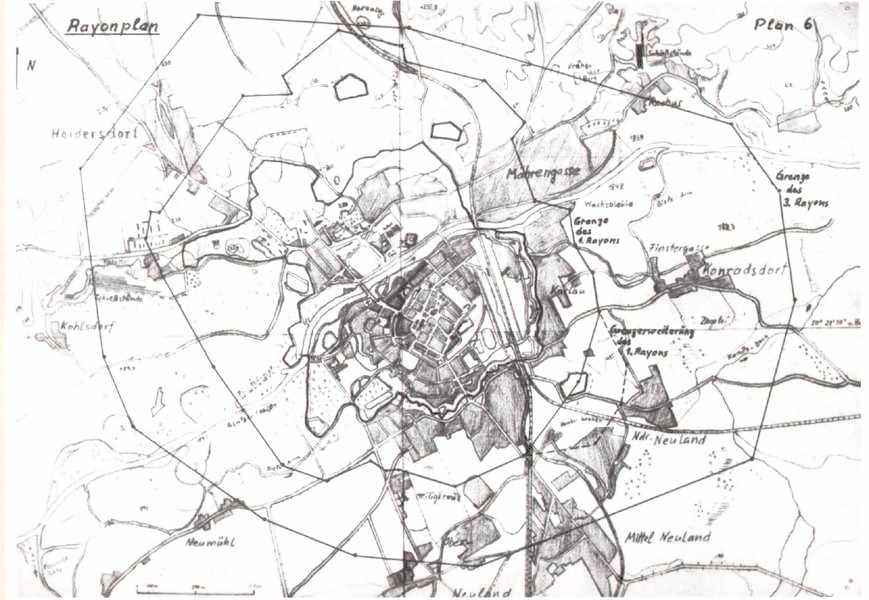
Plán Nisy z roku 1890

Přesto pevnost zastarala (mj. z důvodů obecného použití účinnějších děl s drážkovanými hlavněmi). Začal se proto proces její postupné likvidace a adaptace na civilní potřeby jako první byla v opevnění zřízena městská plynárna. Nařízení z roku 1889 přikazovalo celkové odzbrojení pevnosti. V roce 1895 bylo v Nise zrušeno hlavní velitelství, v roce 1903 město ztratilo status pevnosti a s tím začala nejrozsáhlejší fáze její přeměny pro jiné účely (sklady a vězení) a také bourání.

### 20. století
V roce 1910 bylo vybudováno důstojnické kasino v Kapucínské redutě. Ve stejném roce byl Vodní fort přestavěn na sklad munice a v roce 1914 Fort Prusy na sklad výstroje. V Jeruzalémské redutě byla umístěna izolace vojenského špitálu.
V období 1. světové války se v již bývalé pevnosti tísnily zajatecké tábory – byl zde zajatcem mj. Charles de Gaulle. Podobnou funkci plnila pevnost v období slezských povstání – v roce 1921 byli povstalci vězněni v Zemním fortu.
V roce 1918 bylo Nádražní opevnění přeměněno v park a kasematy na nádražní sklady. V letech 1926–1934 byla zbořena část vnitřního Jeruzalémského opevnění a forty I, II a III změněny na sklady zbraní a munice.
V době 2. světové války byly v Nise umístěny pobočky tábora Gross-Rosen. Město se stalo znovu na konci války pevností (Stadt und Festung Neisse), ale ani to nezabránilo jeho dobytí Rudou armádou v roce 1945. V tomto okamžiku dějiny Nisy jako pruské a německé pevnosti definitivně končí.

## Pevnost Nisa v současnosti

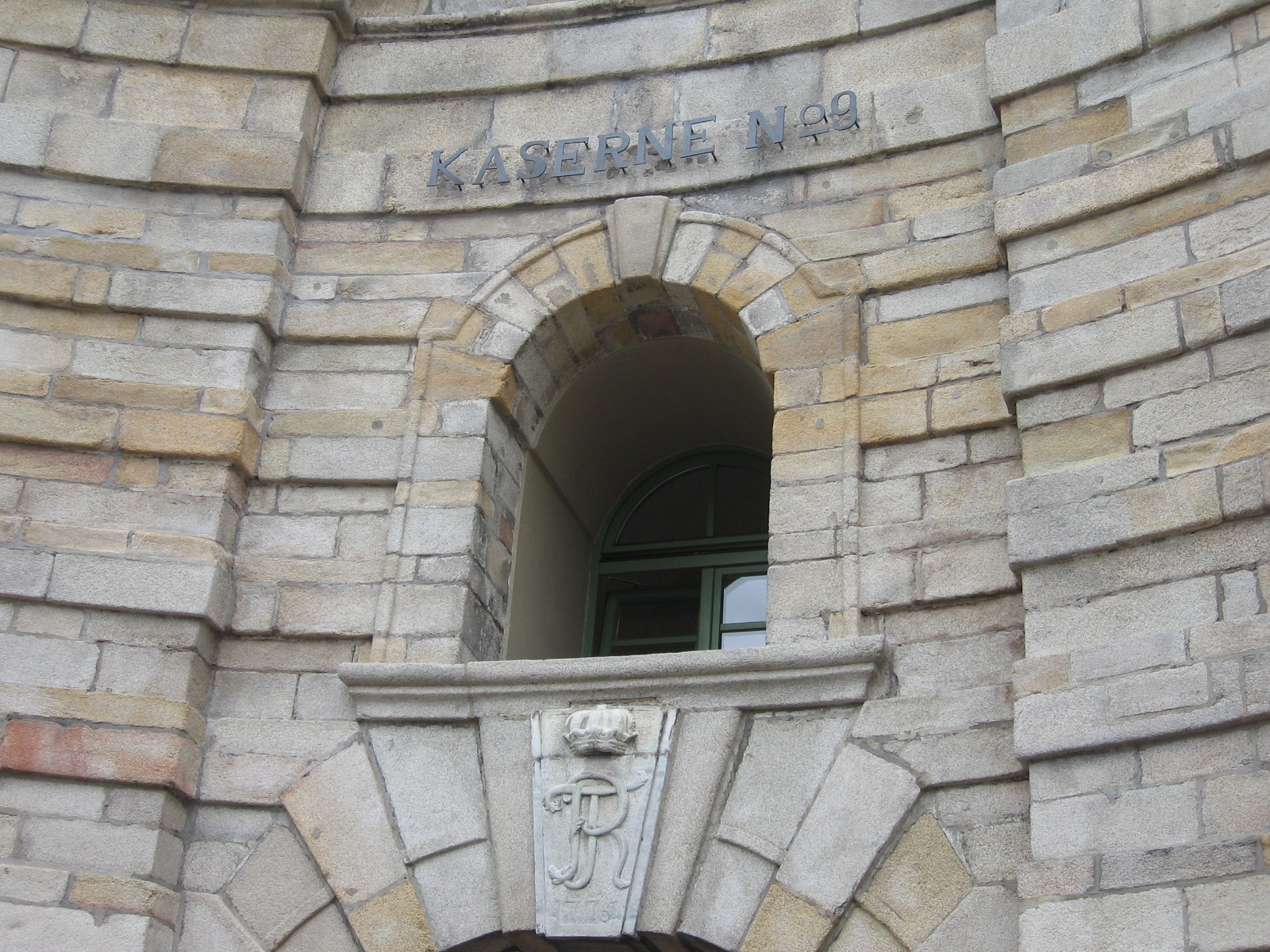
Část bastionu sv. Hedviky po renovaci

Mimo mnohaletého poválečného zanedbání a ničení se dochoval zachráněný soubor pevnosti v docela dobrém stavu. Je znatelný v terénu a stal se památkou na řadu unikátních nebo novátorských děl a rozvržení v oboru pevnostního umění. Před několika lety vznikla v Nise odnož Towarzystwa Przyjaciól Fortyfikacji, které cílem je péče o pevnost. Vznikají také projekty revitalizace konkrétních objektů a jejich lepší ochrany. Situaci komplikuje fakt, že různé pevnostní součásti plní obecně různé funkce a patří různým majitelům, kteří ne vždy rozumí potřebě ochrany pevnosti.
V pevnosti se již několik let odehrávají rovněž historické inscenace – Bitva o Nisu (v srpnu nebo září během Dní pevnosti Nisa) s účastí uniformovaných skupin z Polska i zahraničí.

## Soubory a objekty Pevnosti Nisa

### Bastion sv. Hedviky

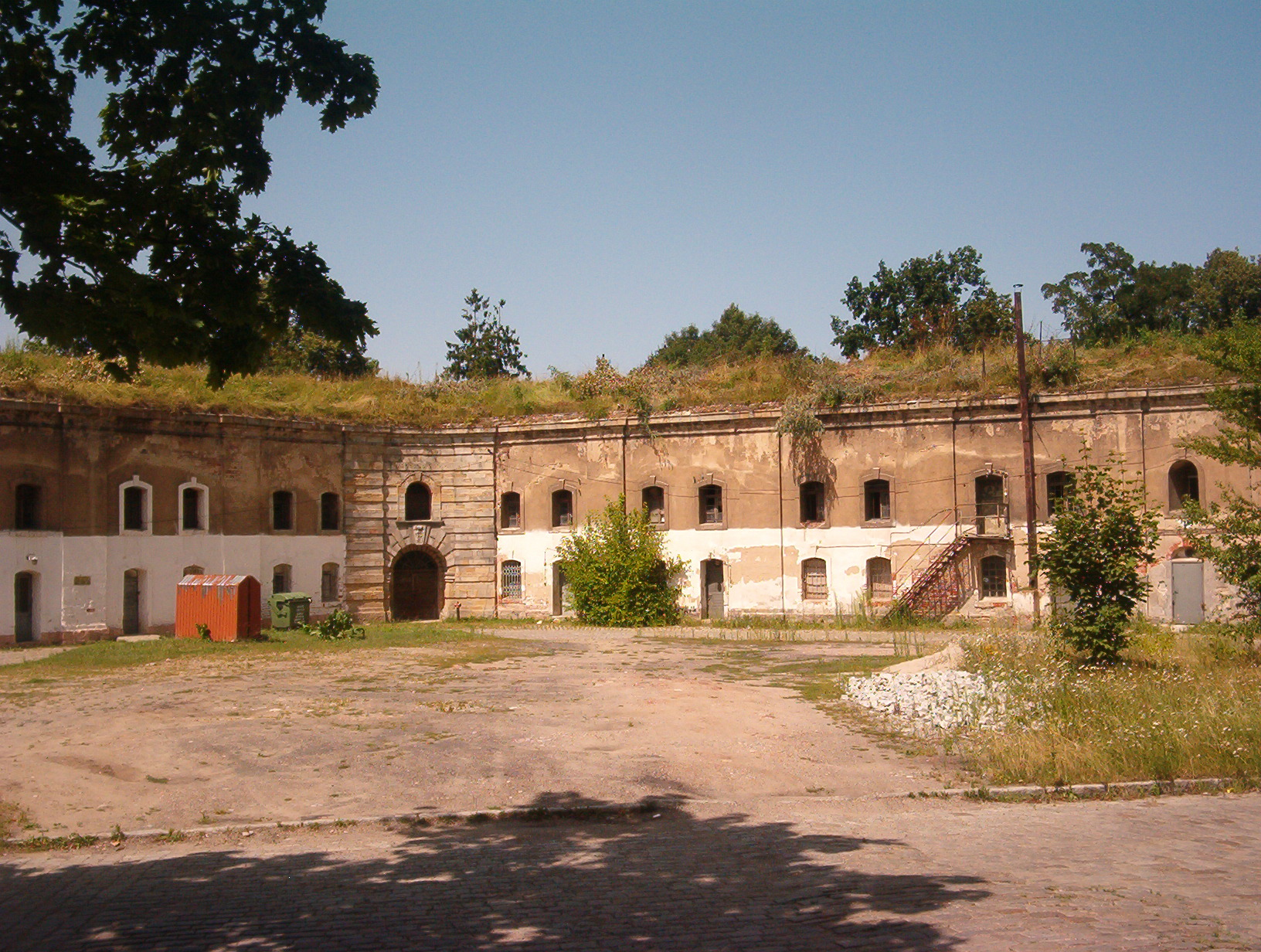
Bastion sv. Hedviky před renovací

Bastion sv. Hedviky (Bastei der Hl. Hedwig) je pozůstatkem habsburských opevnění – jeden z 10 nejstarších bastionů. Do roku 1758 na nádvoří stála stavba, pravděpodobně sklad výstroje dělostřelectva. Přebudován byl Prusy v letech 1771–1774 – z té doby zůstaly dodnes zachovány dvoupodlažní kameno-cihelné kasematy, částečně překryté vnitřním náspem obíhajícím pětistranný dvůr. V pruském období byl oficiálně nazýván Bastion X. V roce 1807, během obležení napoleonskými vojsky, v něm fungovala laboratoř připravující munici. V roce 1870 byl vězením pro několik set francouzských zajatců. V letech 1878–1887 plnil funkci kasáren čís. 9, po 1. světové válce byl privatizován.
Nachází se v centru města, ohraničují ho ulice Forteczná, Wincenta Pola, Piastowská a Armii Krajowé. V posledních letech prošel celkovou renovací.

### Vodní fort

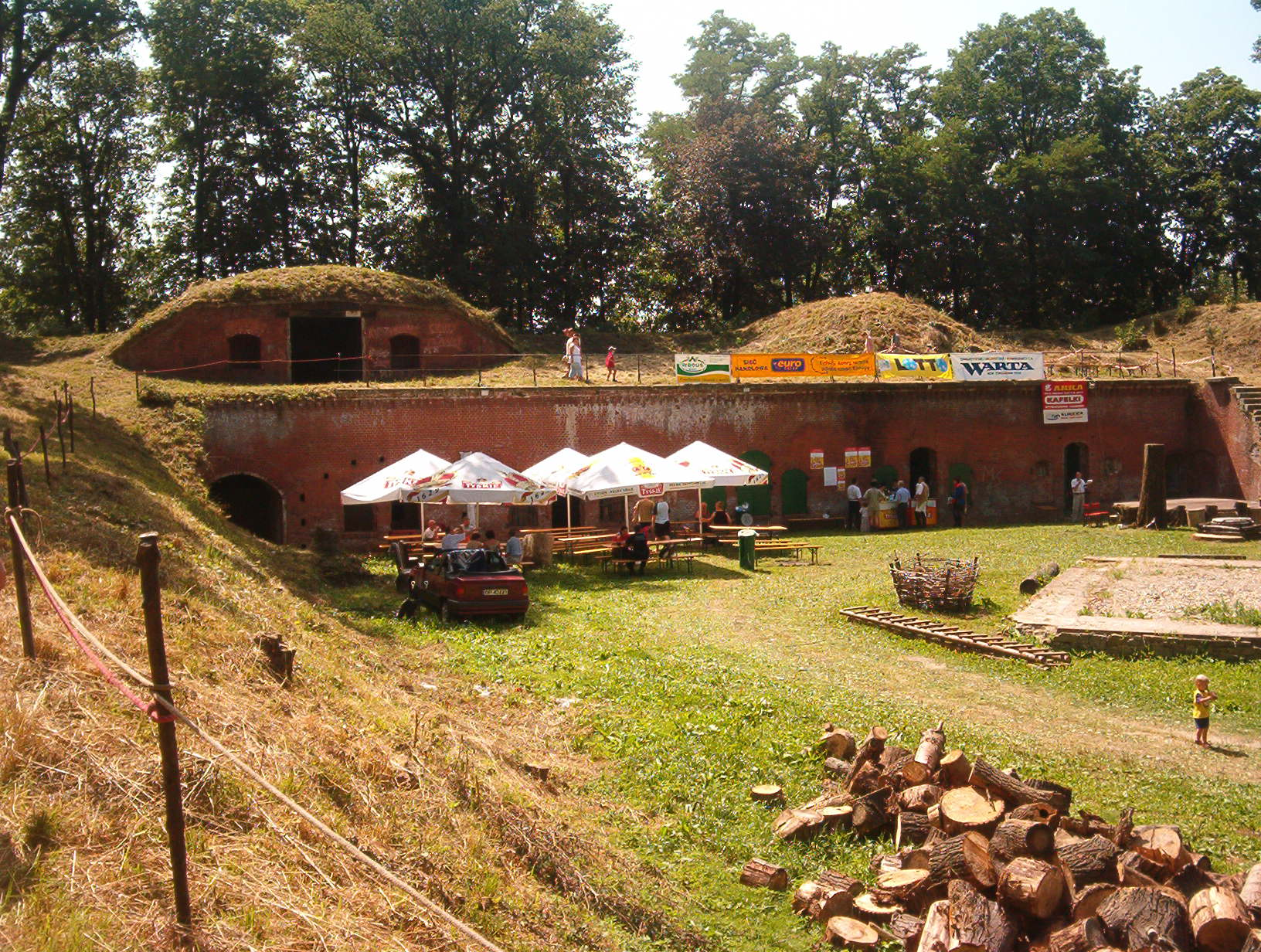
Vodní fort během Dní pevnosti v roce 2005

V minulosti znám rovněž jako Fort Blockhausschanze nebo Fort Blockhaus. Vybudovali ho Rakušané v roce 1741, krátce před obležením Nisy pruskými vojsky. Zpočátku sloužil jako jednoduché palisádové šance, obehnané vodou a vysunuté před opevnění pevnosti. V roce 1745 ho Prusové přebudovali na vodní pevnost ve tvaru lunety. V roce 1807 byl dobyt Würtemberskými vojsky, bojujícími po boku Napoleona a zničen. Znovuvybudován byl v roce 1809, pod dozorem kapitána inženýra Schultze. V letech 1878–1880 byl přebudován na jednovalový fort pěchoty i dělostřelectva. Od roku 1910 byl skladem munice.
Fort byl umístěn mezi Novou fleš a provizorní Dílo „B“ (dnes již neexistující). Bránil ohrožený terén mezi nimi a východní kraj opevnění, kde se nacházely mlýny, sklady  střelného prachu a zbrojní závody posádky pevnosti.
Umístěný je v městském parku a prošel rekonstrukcí.

### Kapucínská a Kardinálská reduta
Vybudované byly jako související objekty v letech 1743–1746.
Kapucínská reduta byla již od roku 1820 nahrazena Vysokým opevněním a postupně bořena.
Nejprve sloužila jako sklad, v roce 1910 bylo v jv. nároží čtverce reduty vybudováno důstojnické kasino. Po 2. světové válce byla odstraněna část protilehlého nároží. Zachovaly se 2 celé pravé strany, 2 poloviny stran reduty a taktéž budova kasina. Valové náspy zůstaly zachovány.
Nachází se v ulici Szlak Chrobrého. Využívá ji firma FSD Nysa.
Úkolem Kardinálské reduty byla ochrana západních opevnění Nisy a Friedrichstadtu a taktéž zesílení protipovodňových valů na levém břehu řeky. Vybudována je ve tvaru čtverce s kruhovým dvorem, obehnaným kasematy. Zdi reduty a sklepy kasemat jsou pokryty zemními valy. Původně obtočena příkopem, který byl později zanesen z důvodu nedostupnosti v bahnitém terénu.
Nachází se ve Wyspiańského ulici a je v lepším technickém stavu než Kapucínská reduta.

### Fort Prusko

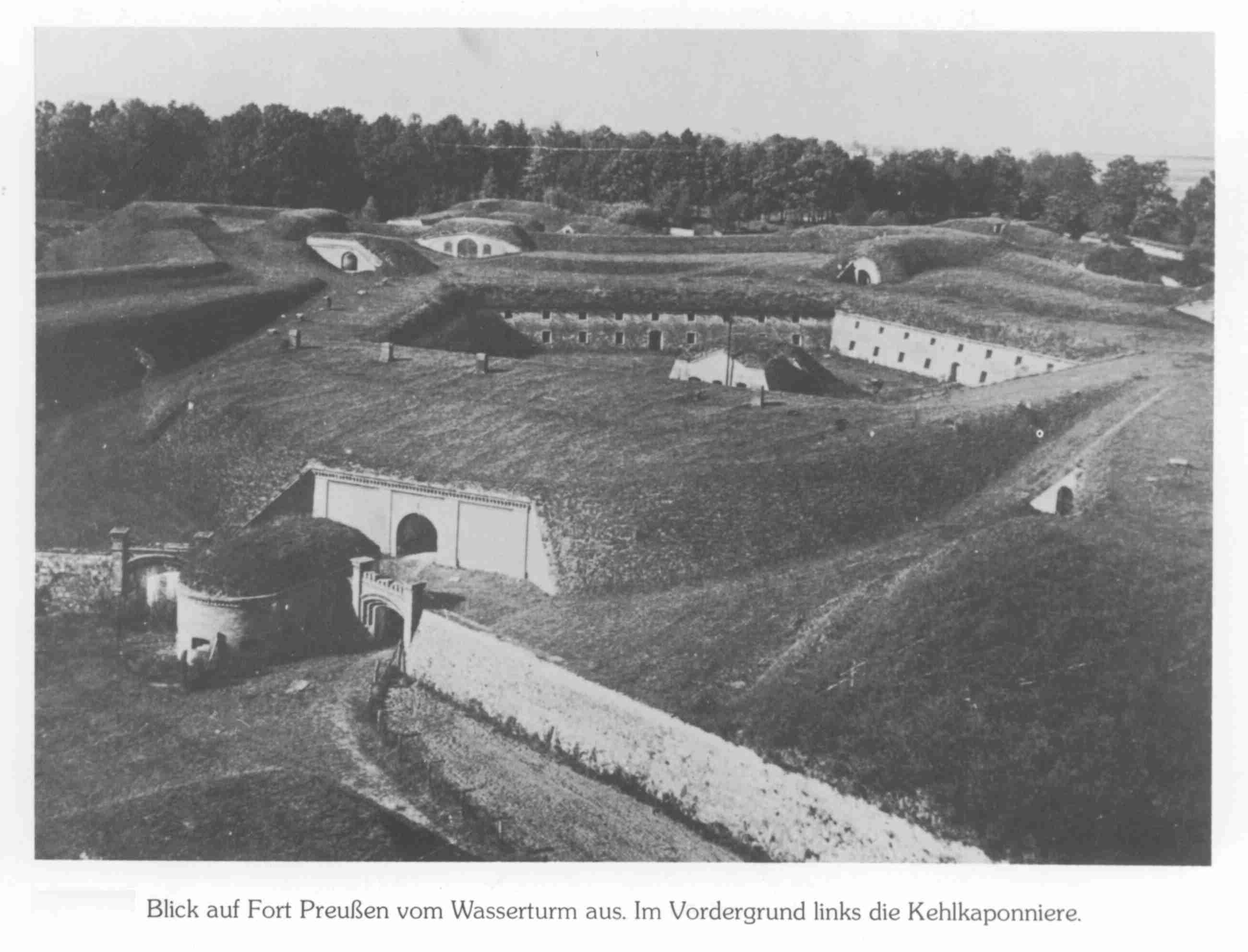
Pětiúhelný Fort Prusko na staré fotografii v pohledu z vodárenské věže

Vybudován na výšinách na severním břehu Kladské Nisy. Zabezpečoval terén z něhož bylo možno ostřelovat město.
Byl založen v letech 1743–1745. Dalších 20 let poté byl budován systém minových chodeb a vybudovány 3 fleše (Le grand, Lefevre, Diericke). V 2. pol. 19. stol. byly prováděny práce na vnějším opevnění a přebudovány též bojové svahy. Od roku 1859 sloužil jako kasárna, později vězení a od roku 1914 jako sklad vojenské výstroje. V době 1. světové války byla před branou vybudována monumentální vodárna a poničeny přilehlé zemní náspy. V meziválečném období byla zřízena v dolní části budovy pamětní síň na památku obyvatel Nisy padlých v 1. světové válce. Zpřístupněna byla také vyhlídková terasa.
Hlavním půdorysem opevnění je pěticípá hvězda, uvnitř které se nachází pětiúhelník dvoupodlažních kasemat, chráněných shora i zvnějšku zemním náspem. Kleště fortu obíhal suchý příkop a chránilo jej 5 ravelinů: tři s půdorysem bastionovým: Pommern, Halberstadt a Mark a dva s půdorysem klešťovým: Magdeburg a Westfalen. Celkově s 5 předsunutými tvořily souvislé pásmo vnějšího opevnění s přerušením při vjezdové bráně.
Čtyři boky byly zabezpečeny systémem minových chodeb (s výjimkou strany chráněné opevněním Friedrichstadtu). Ve fortu se nacházely tři studny – hlavní na nádvoří (hluboká 25–32 m), za šíjí ravelinu Pommern a před pravým lícem Ostra I.
Fort je dnes zanedbaný a z větší části zarostlý lesem. Vodárenská věž s vyhlídkou je ve špatném stavu, leč přístupná. Přístup je možný z ulice Obránců Tobruku.

### Fort I
Vybudovaný jako provizorní v letech 1865–1866 a teprve na počátku 70. let 19. stol. přebudovaný na fort stálý. Úkolem fortu byla ochrana železniční dráhy. Konstrukčně podobný Fortu II – oba mají násep ve tvaru čtyřstranné lunety s vlomenou šíjovou stěnou. Suchý příkop ochraňují čtyři kaponéry. Pod valy se nacházejí kasárensko-hospodářské kasematy; nebyly zde protiminové chodníky. V minulosti se bylo možno dostat k vjezdové bráně přes most nad příkopem, dnes přes násep.
Od roku 1934 sloužil jako společenské zázemí niské posádky. Ještě donedávna ho používalo vojsko. Nachází se v ulici Orlat Lwowskich.

### Fort II

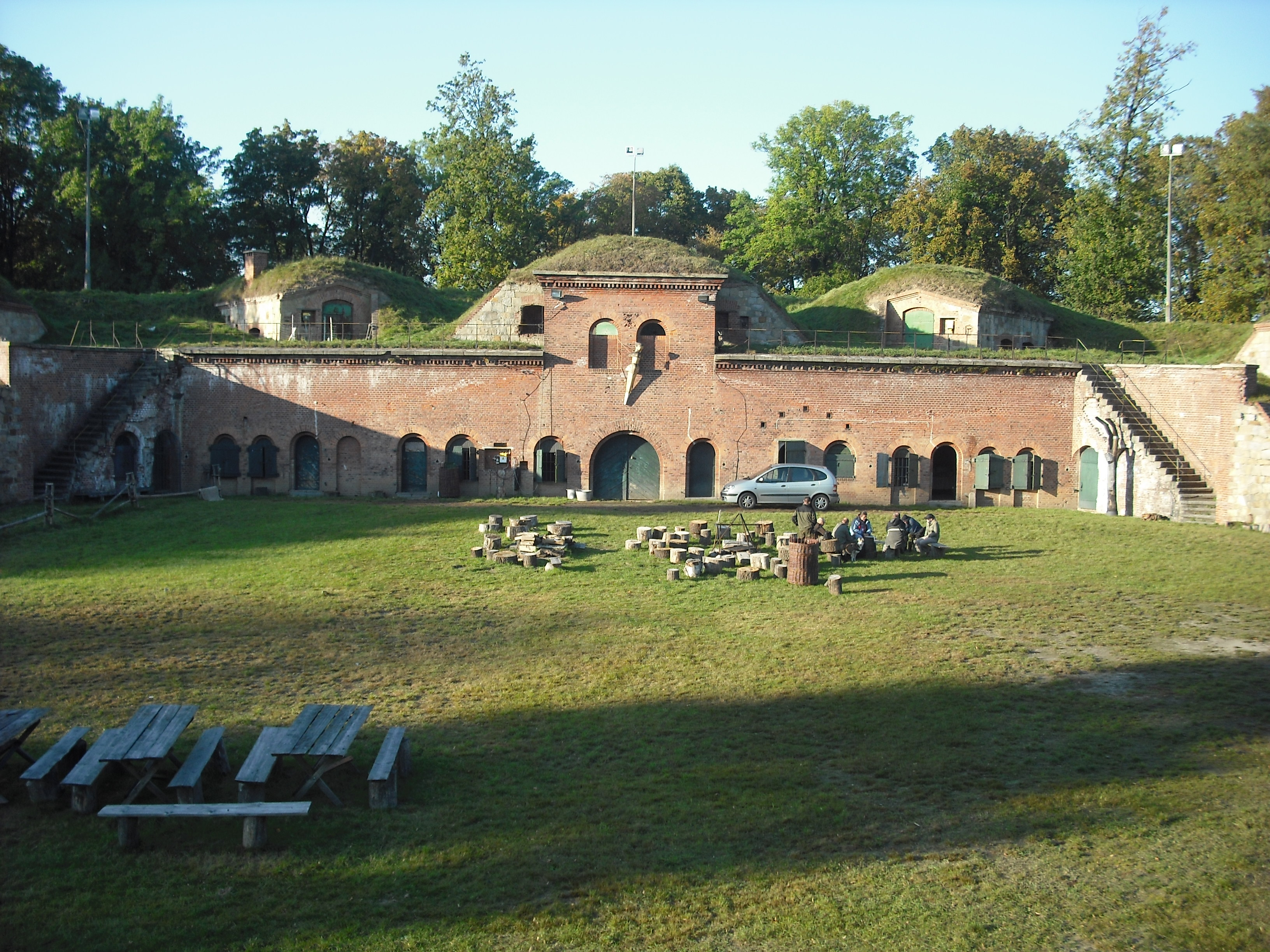
Nádvoří Fortu II v Nise

Nazývaný rovněž Fort Regulicki, vznikl ve stejné době jako Fort I a má podobný půdorys čtyřstěnné lunety s lomenou šíjovou stěnou, obehnané čtyřmi kaponéry chráněnými suchým příkopem. 
Byl vybudován v letech 1865–1866 jako provizorium. V letech 1871–1873 přebudován na stálý fort přizpůsobený k ochraně kolejí. Od roku 1934 byl změněn na sklad vojenské výstroje a tuto funkci plnil ještě mnoho let po válce.
Umístěn je asi 250 m na jz. od Fortu I.

### Fort III
Podobně jako Forty I a II vznikl v 60. letech 19. stol. v rámci ochrany železniční tratě. Přebudován na stálý fort byl v letech 1875–1878 a důkladná přestavba proběhla v období 1881–1883. Půdorysem je opět čtyřstranná luneta uzavřená v týle nízkým zalomeným klešťovým šíjovým valem, flankujícím vjezdovou bránu. Obehnán je příkopem vyplněným vodou. V minulosti se nad příkopem nacházel most, spojující fort se skrytou cestou, procházející nad kontreskarpou. Nyní je tam hráz. Cesta vycházející od brány přetíná šíjový val, chráněný strážním blokhausem.    
Podobně jako Forty I a II je to fort jednovalový pro pěchotu i dělostřelectvo. V minulosti se v něm nacházelo okolo 35 děl. Na dvoře se nachází stavba překrytá zemním náspem, která plnila funkci kasáren i skladu. Od roku 1934 sloužil fort jako sklad munice a zbraní.
Nachází se v Nowomiejskiej ulici a využíván je jako sklad.

### Nová fleš
Nová fleš (Neue Flesch) je umístěna v terénu Městského parku, při ulici Powstańców Ślaskich. Vybudována byla v roce 1849 na kraji umělé nádrže z roku 1839 (částečně se zachovala dodnes). Měla chránit mlýn, položený mezi nádrží a kanálem říčky Bělé. Byla to nevelká luneta, vybudovaná na plánu trojúhelníku. Dvůr byl obehnán zemním valem bez kasemat (zepředu) a také nízkou šíjovou zdí (z týla). Uprostřed stála nevelká stavba. Nová fleš byla obehnána příkopem spojeným s nádrží. V roce 1935 srovnána s terénem parku a dnes je rozeznatelná jedině jako terénní vyvýšenina.

### Jeruzalémské vnější opevnění
Probíhá od západní předsunuté části Fortu Prusy, podél Otmuchowské ulice. Je to linie silných opevnění postavených pomocí terénních úprav (hlavně náspů). Vybudováno bylo v letech 1767–774 podle projektu Lefevra a von Castillona – mj. tehdy vznikla Reduta Królicza (Kaninchen). Přebudována byla v 70. a 80. letech 19. stol. a jejím úkolem bylo zesílení levého krytí horních fortifikací.
Nejdůležitější objekty a místa: 
- Reduta Królicza – samostatná, polygonální reduta, obehnaná valem s pozicemi pro pěchotu a dělostřelectvo. Pod valy se nachází kasematy strážní a kasárenké, sklady munice, střelecká galerie a také studna.
- Parkový travers – umělé prodloužení a navýšení terénu o 32 m.
- Vysoký travers – umělý násep vybudovaný pro ochranu Vysoké baterie.
- Vysoká baterie – umělé zvýšení pahorku s otevřenými kasematovými stanovišti na valech pro pěchotu (v nižší části) a dělostřelectvo (ve vyšší). Má dvě nádvoří s dvoupodlažními kasárenskými kasematy, menšími kasematy na ochranu a uskladnění a také studnu.
- Nízká baterie – prostý val s dělostřeleckými stanovišti, namířenými směrem vlevo. Zachoval se jeden ze dvou ochranných zemních skladů munice.
- Vnější Jeruzalémská brána (nedochovala se).

### Jeruzalémské vnitřní opevnění
Probíhá od Jeruzalémské reduty ulicí Ujejského a Meczyslawovou I k řece k hornímu stavidlu. Vybudováno bylo v letech 1742–1756, upravováno v roce 1790 a 1864, ale po roce 1888 ztratilo na významu. Na přelomu 20. a 30. let 20. stol. bylo z větší části zbořeno – zachovala se jen Jeruzalémská reduta s valem z jižní strany, která je spojená s protipovodňovými hrázemi. Opevnění mělo chránit ze západu Friedrichstadt v místech od Fortu Prusy až k řece.
Samotná Jeruzalémská reduta byla vybudována v 40. letech 18. stol. a v období Prusko-francouzské války roku 1870 zde byly postaveny baráky lazaretu. Po 1. světové válce byla převedena na hospodářské účely a po 2. světové válce přebudována na sportovní stadion.
Skládala se z valu se suchým příkopem (v dolní části nad řekou vyplněným vodou) a dvou samostatných zesilujících staveb.

### Nádražní opevnění
Rozkládá se od ulice Mazowiecké po Jagiellonskou, mezi ulicemi Boleslawa Śmialego a Jagiellovou.
Vzniklo v roce 1875, kdy v souvislosti s přenesením nádraží na pravý břeh řeky bylo zbořeno staré vnější opevnění z východní strany, jehož počátkem byl nábřežním val, zesílený Šíjovou baterií. Následně val přeťaly koleje a kanál, který přiváděl vodu do příkopu a za ním se nacházely východní bastiony VIII, IX, X a XI se třemi kurtinami a také bastiony VII a VIII, jejichž kurtina byla přerušena kolejemi. Bastionové čelo zesílené valy pro dělostřelectvo a pěchotu zahrnovalo lícní kryty a traverzy na valech a pod nimi kasematy. Celé bylo chráněno vnějším příkopem s krytou cestou a pozicemi pro zbraně.
V letech 1910–1921 bylo nábřežní opevnění zbořeno a hlavní linie bastionů s příkopem a protilehlým svahem se zachovala jenom jako fragment parkové zeleně, během času stále více devastované a zastavované (mj. garážemi a zahrádkami). Dnešní ulice Boleslawa Śmialego je vlastně původní pevnostní cesta, za kterou se zachoval sklad munice, překrytý zemním náspem. Kasárenské kasematy sloužily po 1. světové válce jako sklady a hospodářské zázemí.

### Vysoké opevnění
Umístěné poblíž Slowiańské ulice, na linii dlouhé okolo 1200 m, složené z 5 bastionů a 4 kurtin. Vybudováno bylo v letech 1774–1791 a rozšířeno a doplněno v 60. letech 19. stol. Skládalo se ze tří částí: Vysokého opevnění, Ceglarské brány a Grodkovské brány (vybudované v roce 1786).
Bastiony Vysokého opevnění dostaly názvy starších redut (Kapličné a Kapucínské),které byly přebudovány: Kapličný bastion, Kurtina a bastion Place d'Armes (původní Horní kapucínská reduta), Regulická kurtina a bastion, Moravská kurtina a bastion a Grodkovská kurtina a bastion. Po ostatních se zachovala jenom levá strana, zbytek byl zbořen v roce 1929.
Vysoké opevnění mělo být ochranou Závodního předměstí, položeného vně staršího Kapucínského opevnění.
Dodnes se zachovala (jako jediná v Nise) Ceglarská brána, mající formu přerušení ve valu kurtiny, s kasematy pro stráže a výklenky pro hlídku. Z městské strany probíhá podél celého opevnění pevnostní cesta, která obsluhovala sklady munice a střelného prachu vybudované po obou jeho stranách. Celek dochovaných opevnění je rozsahem asi 85 % jejich původního stavu; stav zachování je obecně dobrý. Teoreticky patřila vojsku, prakticky byla užívána soukromými osobami, což způsobilo různá poškození – místa při branách jsou adaptována na chlívky, nad branami se vyjímají rozličné nápisy, terén je přehrazen pro nelegální zahrádky a některé sklady munice při pevnostní cestě byly zbořeny kvůli stavbě paneláků.

### Klešťové kontrgardy
Jsou jednou z nejstarších pruských konstrukcí – vznikly v letech 1742–1745 na nynější Jagiellońské ulici, mezi ulicemi Mickiewiczovou a Źwirkovou a Wigurovou směrem k Městskému parku. Jejich účelem bylo zesílení obrany rakouského pásma opevnění Nisy. Do současnosti se zachovaly jen jednotlivé pozůstatky.
Skládaly se ze tří prstenců:
- první byl vybudován v místech starší kryté cesty, jeho součástí se staly raveliny chránící kurtiny a kontrgardy před bastiony. Celek byl chráněn centrálním příkopem.
- druhý se skládal z klešťových kontrgard, zesílených redany a lunetami chráněnými vnějším příkopem.  Dodnes se dochovaly deformované fragmenty vnějších kleští a také pozůstatky Prudnické a Bělské fleše.
- třetí prstenec tvořila krytá cesta s pozicemi pro zbraně a samostatné fleše. Speciálně byla provedena výstavba ze strany východní a jižní.